# ध
Cette page contient des caractères spéciaux ou non latins. S’ils s’affichent mal (▯, ?, etc.), consultez la page d’aide Unicode.
ध, appelé dha et transcrit dh, est une consonne de l’alphasyllabaire devanagari.

## Représentations informatiques
Ses Unicode sont :
| formes | représentations | chaînes de caractères | points de code | descriptions                                     |
| ------ | --------------- | --------------------- | -------------- | ------------------------------------------------ |
| pleine | ध               | ध                     | U+0927         | lettre devanagari dha                            |
| morte  | ध्               | ध◌्                    | U+0927 U+094D  | lettre devanagari dha, symbole devanagari virama |